# Sterculia vitiensis
Sterculia vitiensis är en malvaväxtart som beskrevs av Berthold Carl Seemann. Sterculia vitiensis ingår i släktet Sterculia och familjen malvaväxter. Inga underarter finns listade i Catalogue of Life.